# 6910 Ikeguchi
6910 Ikeguchi è un asteroide della fascia principale. Scoperto nel 1991, presenta un'orbita caratterizzata da un semiasse maggiore pari a 3,0496896 UA e da un'eccentricità di 0,0376060, inclinata di 9,07404° rispetto all'eclittica.